# Йордан Попйорданов (физик)
 Тази статия е за академика физик.  За революционера анархист вижте Йордан Попйорданов.  
Йордан Попйорданов (на македонска литературна норма: Јордан Поп Јорданов) е северномакедонски физик, председател на Македонската академия на науките и изкуствата от 1983 до 1991 година.

## Биография
Роден е в 1925 година във Велико Градище, Югославия. Завършва Философския факултет на Скопския университет в 1956 година и Факултета по електронно инженерство в Белград в 1960 година. В 1964 година там защитава докторат и от 1971 година започва да преподава, а от 1976 година е избран за професор. В 1984 година се пенсионира и е избран за председател на МАНИ, на който пост остава до края на 1991 година.
Йордан Попйорданов е автор на над 200 публикации в областта на физиката. Член е на Научното дружество на Сърбия, Нюйоркската академия на науките, Европейската академия на науките и изкуствата, Американското физично общество, Международното общество за слънчева енергия и Съвета на Римския клуб за бъдещето на Европа.
Създател е на т. нар. „Попйорданов метод“ в областта на ядрената физика, обявен в научно издание на Организацията на обединените нации. Носител е на редица международни награди и отличия.